# George Lawrence Price

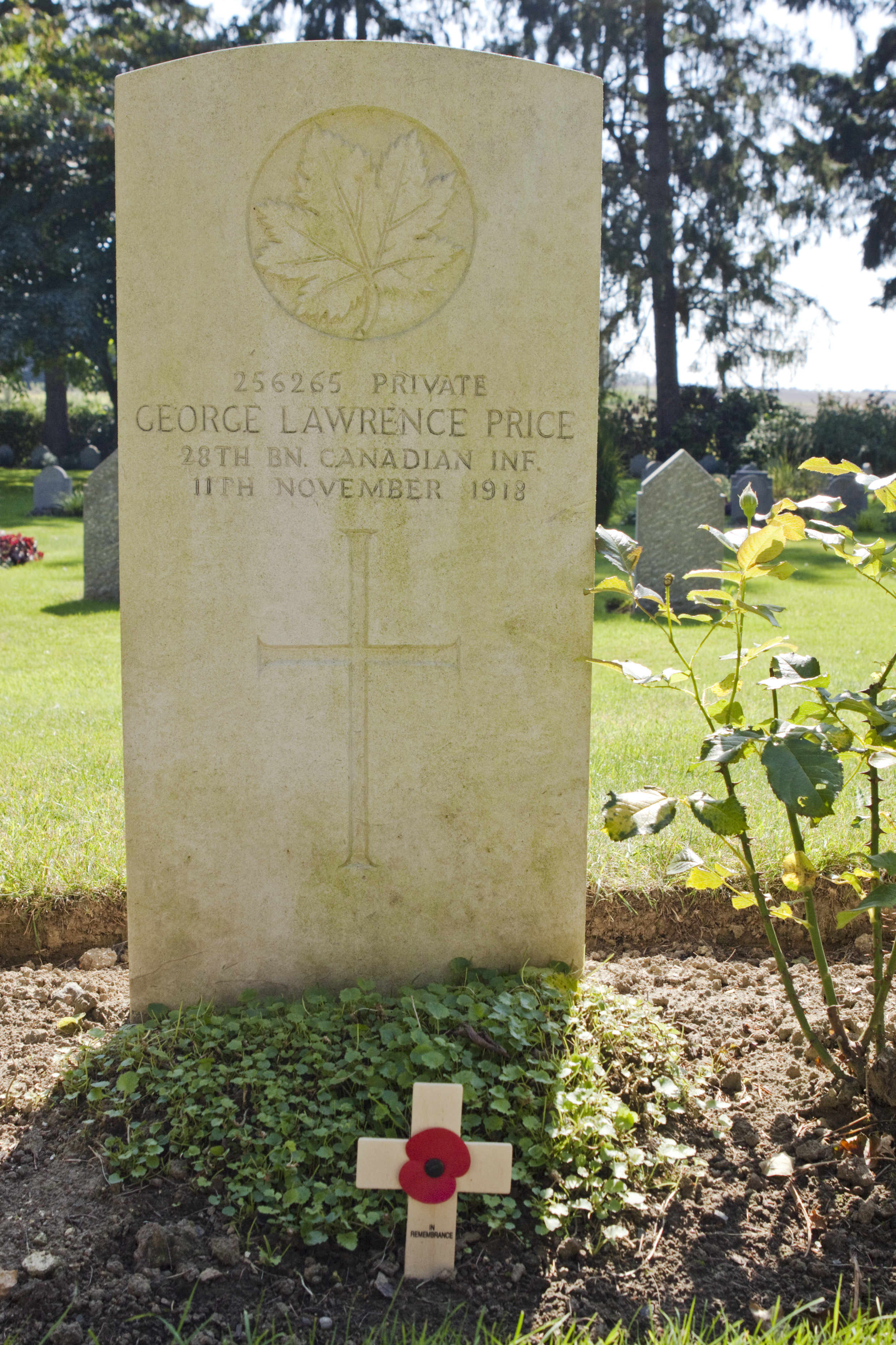
Grób George’a Lawrence’a Price’a na cmentarzu St Symphorien Military Cemetery w Belgii

George Lawrence Price (ur. 15 grudnia 1892 w Falmouth (Nowa Szkocja), zm. 11 listopada 1918 w Ville-sur-Haine) – kanadyjski żołnierz w stopniu szeregowego w czasie I wojny światowej. Uznawany za ostatniego żołnierza Canadian Army poległego podczas „wielkiej wojny”.

## Życiorys
W roku 1917 George Lawrence Price był robotnikiem rolnym w kanadyjskiej prowincji Saskatchewan, kiedy został powołany do służby wojskowej. Po szkoleniu w Kanadzie został wysłany do obozu wojskowego Bramshott w Anglii i ostatecznie przydzielony do 28. Batalionu Kanadyjskiego Korpusu Ekspedycyjnego. Dwa miesiące przed śmiercią Price przeżył atak gazowy podczas bitwy nad Canal du Nord w północnej Francji – działo się to w ramach alianckiej „ofensywy stu dni”.

## 11 listopada 1918
Istnieje kilka sprzecznych relacji o śmierci George’a Lawrence’a Price’a, ale oficjalne zapisy odnotowują, że około godziny 10:50 dnia 11 listopada 1918 niemiecki strzelec wyborowy trafił Price’a w klatkę piersiową, gdy ten był na patrolu w belgijskiej wsi Ville-sur-Haine koło Mons. W tym czasie Price służył jako łącznik Kompanii A, 28. Kanadyjskiego Batalionu Piechoty i poszukiwał we wsi wraz z innymi członkami patrolu żołnierzy Armii Cesarstwa Niemieckiego. Pomimo udzielenia pierwszej pomocy, Price zmarł o 10.58 na dwie minuty przed wejściem w życie zawieszenia broni; pochowany został na cmentarzu St Symphorien Military Cemetery w Belgii. 
George Lawrence Price jest powszechnie uznawany za ostatniego żołnierza Commonwealthu, który poległ podczas I wojny światowej.

## Upamiętnienie
W 1968, gdy minęło 50 lat od śmierci Price’a, koledzy z jego oddziału postanowili uczcić jego pamięć. Na ścianie domu, w pobliżu którego poległ Price, umieścili oni tablicę pamiątkową o treści: 

Pamięci szeregowego George’a Lawrence’a Price’a, zabitego w akcji 11 listopada 1918 roku o godzinie 10:58, ostatniego kanadyjskiego żołnierza, który zginął na froncie zachodnim I wojny światowej.

 Po kilku latach dom został rozebrany, ale tablicę umieszczono na pomniku, który ustawiono w miejscu śmierci Kanadyjczyka. W 1991, gdy władze Ville-sur-Haine zbudowały nowy most nad kanałem, otrzymał on imię Mostu George’a Lawrence’a Price’a.